# Čakovičky
Čakovičky är en ort i Tjeckien.   Den ligger i regionen Mellersta Böhmen, i den centrala delen av landet, 18 km norr om huvudstaden Prag. Čakovičky ligger 177 meter över havet och antalet invånare är 321.
Terrängen runt Čakovičky är platt. Runt Čakovičky är det mycket tätbefolkat, med 1 754 invånare per kvadratkilometer. Närmaste större samhälle är Prag, 17,8 km söder om Čakovičky. Trakten runt Čakovičky består till största delen av jordbruksmark.